# Zeoke (gmina miejska Lazarevac)
Zeoke (cyr. Зеоке) – wieś w Serbii, w mieście Belgrad, w gminie miejskiej Lazarevac. W 2011 roku liczyła 722 mieszkańców.